# Петр Лукса
Петр Лукса (чеськ. Petr Luxa; нар. 3 березня 1972) — колишній чеський тенісист.
Найвищу одиночну позицію світового рейтингу — 150 місце досяг 10 липня 2006, парну — 46 місце — 24 лютого 2003 року.
Здобув 3 парні титули.
Найвищим досягненням на турнірах Великого шолома було 3 коло в парному розряді.
Завершив кар'єру 2005 року.

## Фінали за кар'єру

### Парний розряд (3–2)
| Легенда (одиночний розряд) |
| Великий шлем (0)           |
| Tennis Masters Cup (0)     |
| Серія Мастерс ATP (0)      |
| Тур ATP (3)                |

| Результат | Ранг | Дата     | Турнір            | Покриття  | Партнер        | Суперники                    | Рахунок           |
| --------- | ---- | -------- | ----------------- | --------- | -------------- | ---------------------------- | ----------------- |
| Поразка   | 1.   | Тра 1997 | Прага, Чехія      | Ґрунт     | Давід Шкох     | Магеш Бгупаті Леандер Паес   | 1–6, 1–6          |
| Перемога  | 1.   | Кві 2001 | Мюнхен, Німеччина | Ґрунт     | Радек Штепанек | Жайме Онсінс Даніель Оршанік | 5–7, 6–2, 7–65    |
| Поразка   | 2.   | Вер 2001 | Гонконг, КНР      | Тверде    | Радек Штепанек | Карстен Браш Андре Са        | 0–6, 5–7          |
| Перемога  | 2.   | Кві 2002 | Мюнхен, Німеччина | Ґрунт     | Радек Штепанек | Петр Пала Павел Візнер       | 6–0, 46–7, [11–9] |
| Перемога  | 3.   | Січ 2003 | Мілан, Італія     | Килим (i) | Радек Штепанек | Томаш Цибулець Павел Візнер  | 6–4, 7–64         |